# 6-Stunden-Rennen von Spa-Francorchamps 2024

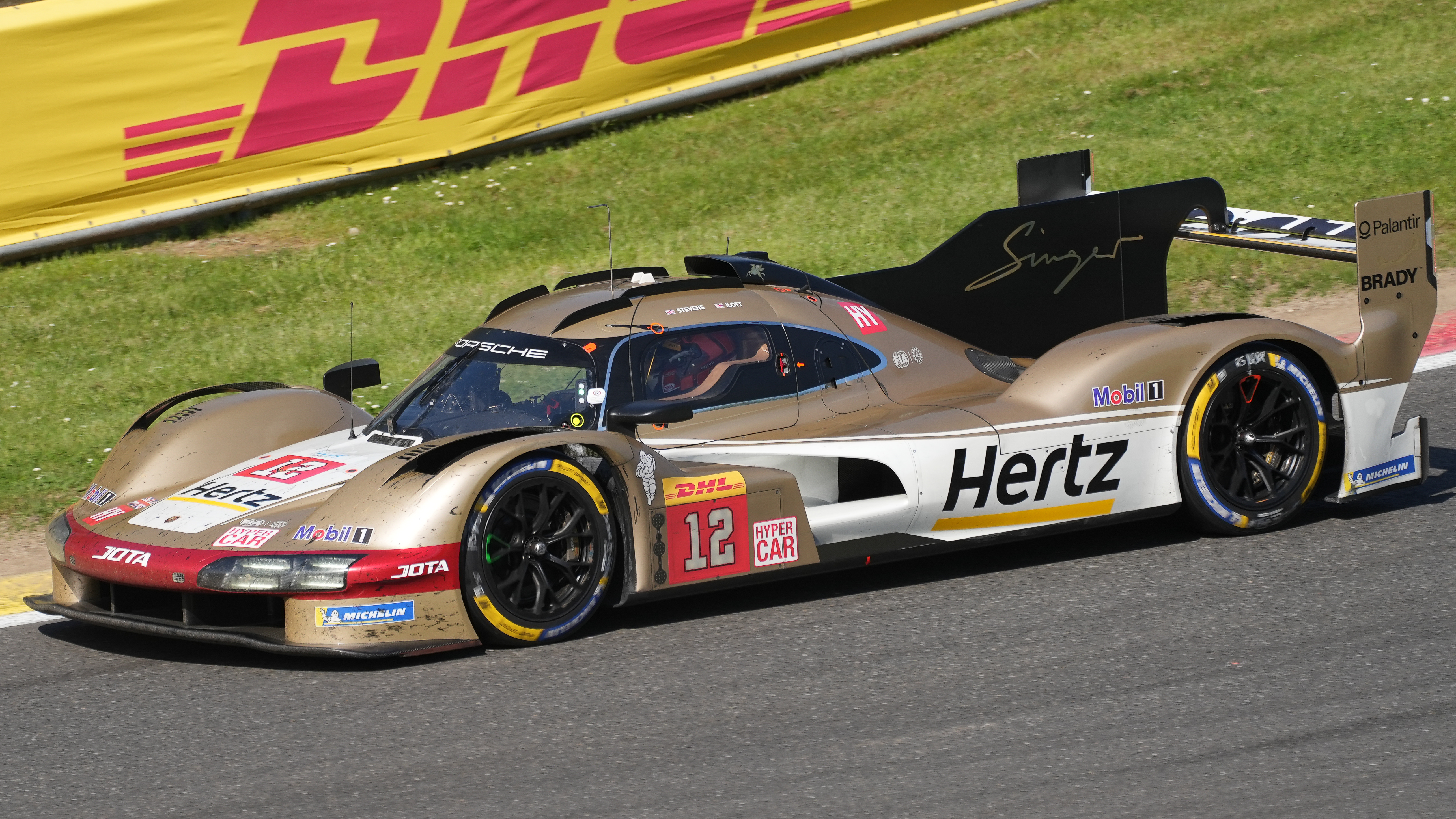
Porsche 963, Siegerwagen von Will Stevens und Callum Ilott

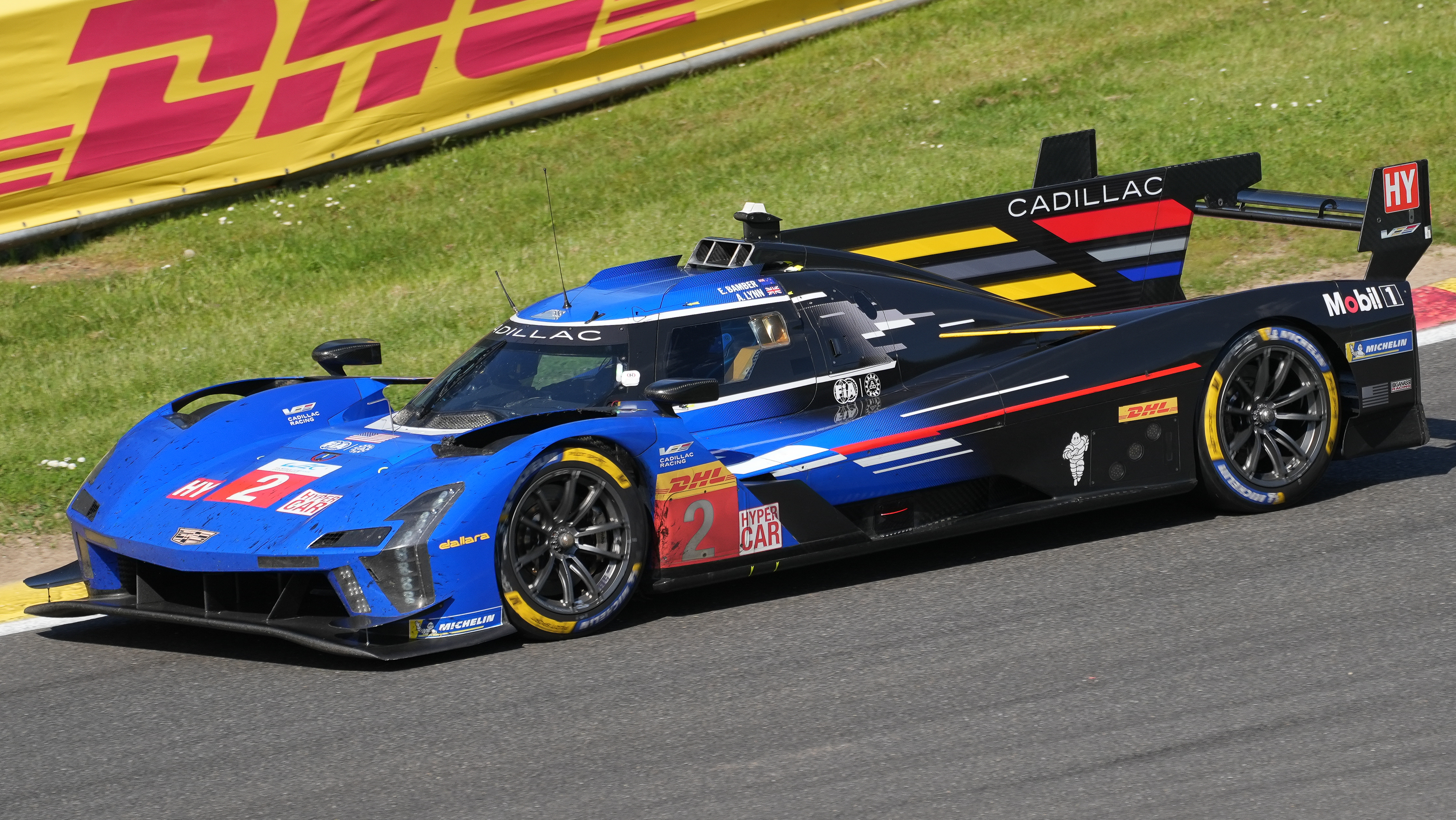
Der Cadillac V-Series.R, mit dem Earl Bamber schwer verunfallte

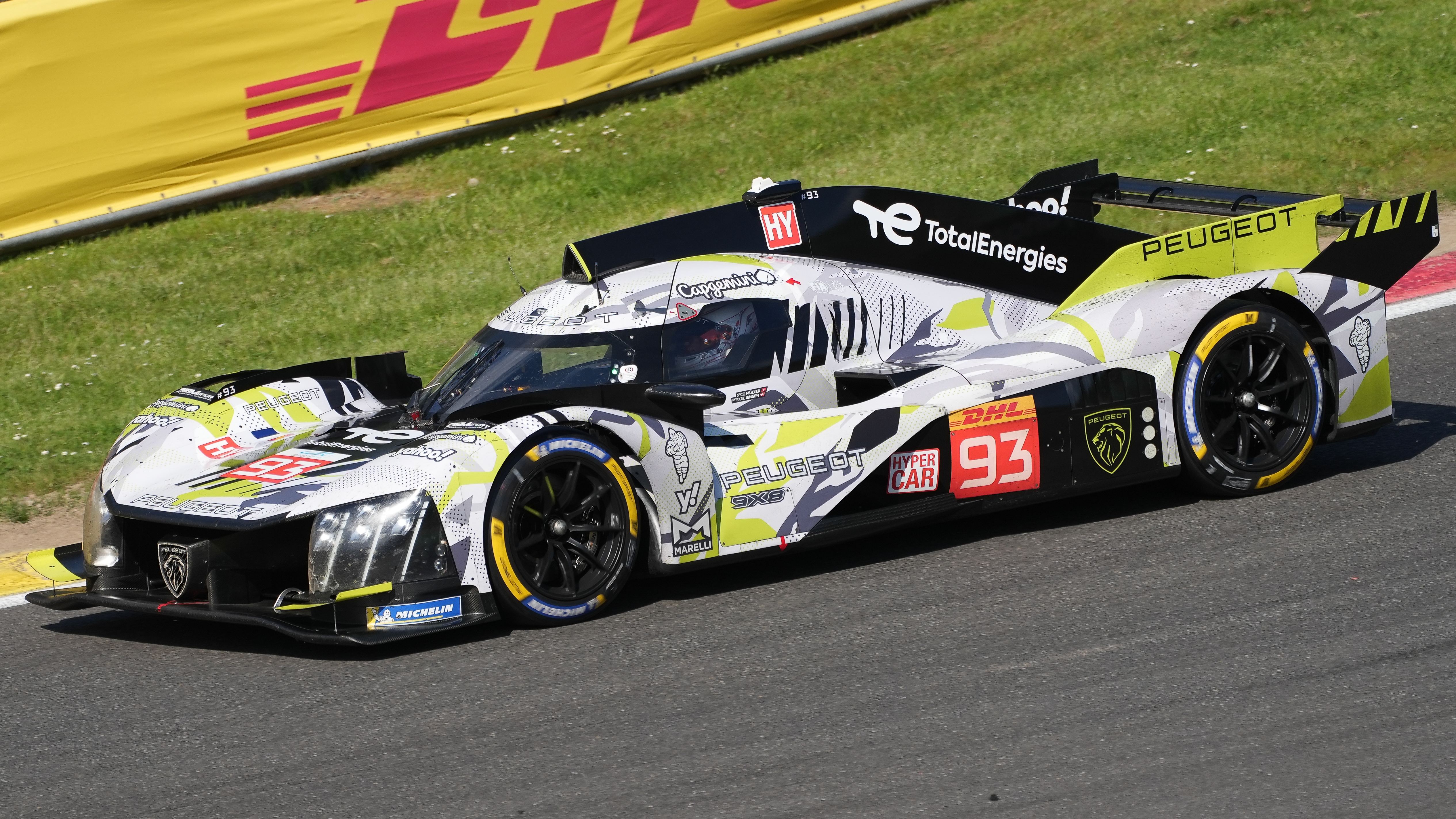
Zweiter Renneinsatz für den Peugeot 9X8 2024

Das 13. 6-Stunden-Rennen von Spa-Francorchamps, auch 2024 TotalEnergies 6 Hours of Spa-Francorchamps, fand am 11. Mai 2024 auf dem Circuit de Spa-Francorchamps statt und war der dritte Wertungslauf der FIA-Langstrecken-Weltmeisterschaft dieses Jahres.

## Das Rennen
Da der Langstrecken-Weltmeisterschaftslauf in Spa-Francorchamps und das Rennen der Formel E in Berlin am selben Wochenende stattfanden, mussten einige Fahrer auf eine Teilnahme am Sportwagenrennen verzichten. Bei den späteren Rennsiegern Will Stevens und Callum Ilott fehlte Norman Nato im Jota-Porsche 963. Bei Peugeot fehlten Jean-Éric Vergne und Stoffel Vandoorne. Julien Andlauer und Neel Jani bildeten im Proton-Porsche 963 ebenfalls ein Zweierteam, da Harry Tincknell beim 2:40-Stunden-Rennen von Laguna Seca am Start war.
Wie in Imola verloren die beiden Werks-Ferrari 499P den möglichen Gesamtsieg im letzten Renndrittel. In Imola waren einsetzender Regen und ein Teamfehler bei der Reifenwahl die Ursache, in Spa war es ein schwerer Unfall von Earl Bamber im Cadillac V-Series.R. Schon nach dem Qualifikationstraining gab es Ungemach für Ferrari. Die Pole-Position-Zeit von Antonio Fuoco im Wagen mit der Startnummer 50 wurde gestrichen. Es folgten die Disqualifikation und die Rückversetzung an das Ende des Hypercar- und LMDh-Feldes. Die Anfangsphase dominierte Julien im Proton-Porsche, der erst an Alex Lynn im Proton-Porsche und danach an Frédéric Makowiecki im Werks-Porsche vorbei in Führung ging und diese stetig ausbaute. Vier Full-Corse-Yellow und zwei Safety-Car-Phasen schoben das Feld immer wieder zusammen, was vor allem den beiden Werks-Ferrari zugutekam, die von den Startplätzen zehn und 19. startend nach 3 ½ Stunden Fahrzeit an der Spitze fuhren.
Rennentscheidend war der Unfall von Earl Bamber 1 ½ Stunden vor dem Rennende, der beim Versuch Neel Jani im Porsche vom dritten Platz zu verdrängen auf der Kemmel-Geraden im Cadillac mit dem BMW M4 GT3 von Sean Gelael kollidierte und schwer verunfallte. Das Rennen wurde für mehr als zwei Stunden unterbrochen, um die beschädigten Leitplanken reparieren zu können. Vor dem Abbruch hatten die Porsche den vorletzten Tankstopp im Unterschied zu den Ferrari und den beiden Toyota GR010 Hybrid bereits hinter sich, die nach der Wiederaufnahme des Rennens zwei statt einmal stoppen mussten. Bei den Toyotas kamen noch Durchfahrtsstrafen hinzu. Im Ziel hatte Callum Ilott einen Vorsprung von 12,3 Sekunden auf den Marken- und Typenkollegen Kévin Estre.
Die Ferrari-Teamleitung legte Protest gegen das Rennergebnis ein. Zum Zeitpunkt des Abbruchs lagen beide Werkswagen an der Spitze des Klassements. Zum ersten Mal in der Geschichte der Langstrecken-Weltmeisterschaft wurde das Rennen – vom Reglement gedeckt – nicht nach dem Ablauf der 6-Stunden-Zeit beendet. Dieser Zeitpunkt war 19 Uhr abends. Im Gegenteil ließ die Rennleitung die verbliebene Rennzeit von 1 Stunde und 44 Minuten nach einem Neustart ausfahren. Der Protest wurde abgewiesen.

## Ergebnisse

### Schlussklassement
| 1           | LMH   | 12  | Hertz Team Jota           | Will Stevens Callum Ilott                                | Porsche 963                      | 141 |
| 2           | LMH   | 6   | Porsche Penske Motorsport | Kévin Estre André Lotterer Laurens Vanthoor              | Porsche 963                      | 141 |
| 3           | LMH   | 50  | Ferrari AF Corse          | Antonio Fuoco Miguel Molina Nicklas Nielsen              | Ferrari 499P                     | 141 |
| 4           | LMH   | 51  | Ferrari AF Corse          | James Calado Antonio Giovinazzi Alessandro Pier Guidi    | Ferrari 499P                     | 141 |
| 5           | LMH   | 99  | Proton Competition        | Julien Andlauer Neel Jani                                | Porsche 963                      | 141 |
| 6           | LMH   | 8   | Toyota Gazoo Racing       | Sébastien Buemi Brendon Hartley Ryō Hirakawa             | Toyota GR010 Hybrid              | 141 |
| 7           | LMH   | 7   | Toyota Gazoo Racing       | Mike Conway Kamui Kobayashi Nyck de Vries                | Toyota GR010 Hybrid              | 141 |
| 8           | LMH   | 83  | AF Corse                  | Robert Kubica Ye Yifei Robert Schwarzman                 | Ferrari 499P                     | 141 |
| 9           | LMH   | 35  | Alpine Endurance Team     | Paul-Loup Chatin Jules Gounon Charles Milesi             | Alpine A424                      | 141 |
| 10          | LMH   | 93  | Peugeot TotalEnergies     | Mikkel Jensen Nico Müller                                | Peugeot 9X8 2024                 | 140 |
| 11          | LMH   | 15  | BMW M Team WRT            | Dries Vanthoor Raffaele Marciello Marco Wittmann         | BMW M Hybrid V8                  | 140 |
| 12          | LMH   | 36  | Alpine Endurance Team     | Nicolas Lapierre Matthieu Vaxivière Mick Schumacher      | Alpine A424                      | 140 |
| 13          | LMH   | 20  | BMW M Team WRT            | Sheldon van der Linde Robin Frijns René Rast             | BMW M Hybrid V8                  | 140 |
| 14          | LMH   | 94  | Peugeot TotalEnergies     | Loïc Duval Paul di Resta                                 | Peugeot 9X8 2024                 | 139 |
| 15          | LMH   | 11  | Isotta Fraschini          | Carl Wattana Bennett Antonio Serravalle Jean Karl Vernay | Isotta Fraschini Tipo 6-C        | 138 |
| 16          | LMGT3 | 91  | Manthey EMA               | Richard Lietz Morris Schuring Yasser Shahin              | Porsche 911 GT3 R LMGT3          | 130 |
| 17          | LMGT3 | 92  | Manthey Pure Racing       | Klaus Bachler Alex Malykhin Joel Sturm                   | Porsche 911 GT3 R LMGT3          | 130 |
| 18          | LMGT3 | 60  | Iron Lynx                 | Matteo Cressoni Franck Perera Claudio Schiavoni          | Lamborghini Huracán GT3 Evo 2    | 130 |
| 19          | LMGT3 | 85  | Iron Dames                | Sarah Bovy Michelle Gatting Rahel Frey                   | Lamborghini Huracán GT3 Evo 2    | 130 |
| 20          | LMGT3 | 59  | United Autosports         | Nicolas Costa James Cottingham Grégoire Saucy            | McLaren 720S GT3 Evo             | 130 |
| 21          | LMGT3 | 54  | Vista AF Corse            | Francesco Castellacci Thomas Flohr Davide Rigon          | Ferrari 296 GT3                  | 130 |
| 22          | LMGT3 | 777 | D'Station Racing          | Marco Sørensen Erwan Bastard Clément Mateu               | Aston Martin Vantage AMR GT3 Evo | 130 |
| 23          | LMGT3 | 88  | Proton Competition        | Dennis Olsen Mikkel Pedersen Giorgio Roda                | Ford Mustang GT3                 | 130 |
| 24          | LMGT3 | 77  | Proton Competition        | Ben Barker Ryan Hardwick Zacharie Robichon               | Ford Mustang GT3                 | 130 |
| 25          | LMGT3 | 78  | Akkodis ASP Team          | Clemens Schmid Ritomo Miyata Arnold Robin                | Lexus RC F GT3                   | 129 |
| 26          | LMGT3 | 27  | Heart of Racing Team      | Ian James Daniel Mancinelli Alex Riberas                 | Aston Martin Vantage AMR GT3 Evo | 129 |
| 27          | LMGT3 | 82  | TF Sport                  | Sébastien Baud Daniel Juncadella Hiroshi Koizumi         | Chevrolet Corvette Z06 GT3.R     | 129 |
| 28          | LMGT3 | 55  | Vista AF Corse            | François Hériau Simon Mann Alessio Rovera                | Ferrari 296 GT3                  | 129 |
| 29          | LMGT3 | 87  | Akkodis ASP Team          | Takeshi Kimura José María López Esteban Masson           | Lexus RC F GT3                   | 128 |
| Ausgefallen |       |     |                           |                                                          |                                  |     |
| 30          | LMH   | 2   | Cadillac Racing           | Earl Bamber Alex Lynn                                    | Cadillac V-Series.R              | 95  |
| 31          | LMGT3 | 31  | Team WRT                  | Augusto Farfus Sean Gelael Darren Leung                  | BMW M4 GT3                       | 87  |
| 32          | LMH   | 5   | Porsche Penske Motorsport | Matt Campbell Michael Christensen Frédéric Makowiecki    | Porsche 963                      | 64  |
| 33          | LMGT3 | 95  | United Autosports         | Josh Caygill Nico Pino Marino Satō                       | McLaren 720S GT3 Evo             | 59  |
| 34          | LMH   | 63  | Lamborghini Iron Lynx     | Mirko Bortolotti ---- Daniil Kvjat Andrea Caldarelli     | Lamborghini SC63                 | 59  |
| 35          | LMGT3 | 81  | TF Sport                  | Rui Andrade Charlie Eastwood Tom Van Rompuy              | Chevrolet Corvette Z06 GT3.R     | 56  |
| 36          | LMH   | 38  | Hertz Team Jota           | Jenson Button Philip Hanson Oliver Rasmussen             | Porsche 963                      | 37  |
| 37          | LMGT3 | 46  | Team WRT                  | Valentino Rossi Ahmad Al Harthy Maxime Martin            | BMW M4 GT3                       | 33  |

### Nur in der Meldeliste
Zu diesem Rennen sind keine weiteren Meldungen bekannt.

### Klassensieger
| Klasse | Fahrer        | Fahrer          | Fahrer        | Fahrzeug                | Platzierung im Gesamtklassement |
| ------ | ------------- | --------------- | ------------- | ----------------------- | ------------------------------- |
| LMH    | Will Stevens  | Callum Ilott    |               | Porsche 963             | Gesamtsieg                      |
| LMGT3  | Richard Lietz | Morris Schuring | Yasser Shahin | Porsche 911 GT3 R LMGT3 | Rang 16                         |

### Hypercar-Balance-of-Performance
| Fahrzeug                        | Mindestgewicht | Max. Leistung | Max. Energiemenge pro Stint | Hybridboost ab | Handicap Nachtanken |
| ------------------------------- | -------------- | ------------- | --------------------------- | -------------- | ------------------- |
| Cadillac V-Series.R (LMDh)      | 1030 kg        | 518 kW        | 908 Megajoule               | –              | –                   |
| Ferrari 449P (LMH)              | 1041 kg        | 509 kW        | 904 Megajoule               | 190 km/h       | 0,2 Sekunden        |
| Peugeot 9X8 2024 (LMH)          | 1061 kg        | 509 kW        | 906 Megajoule               | 190 km/h       | 0,2 Sekunden        |
| Porsche 963 (LMDh)              | 1033 kg        | 508 kW        | 901 Megajoule               | –              | –                   |
| Toyota GR010 Hybrid (LMH)       | 1060 kg        | 516 kW        | 916 Megajoule               | 190 km/h       | 0,2 Sekunden        |
| BMW M Hybrid V8 (LMDh)          | 1035 kg        | 511 kW        | 905 Megajoule               | –              | –                   |
| Alpine A424 (LMDh)              | 1042 kg        | 514 kW        | 909 Megajoule               | –              | –                   |
| Lamborghini SC63 (LMDh)         | 1034 kg        | 516 kW        | 908 Megajoule               | –              | –                   |
| Isotta Fraschini Tipo 6-C (LMH) | 1058 kg        | 519 kW        | 920 Megajoule               | 190 km/h       | 0,2 Sekunden        |

### Renndaten
- Gemeldet: 37
- Gestartet: 37
- Gewertet: 29
- Rennklassen: 2
- Zuschauer: unbekannt
- Wetter am Rennwochenende: warm und trocken
- Streckenlänge: 7,004 km
- Fahrzeit des Siegerteams: 5:57:31,542 Stunden
- Runden des Siegerteams: 141
- Distanz des Siegerteams: 987,564 km
- Siegerschnitt: unbekannt
- Pole Position: Matt Campbell – Porsche 963 (#5) – 2:03,107 = 204,816 km/h
- Schnellste Rennrunde: Julien Andlauer – Porsche 963 (#99) – 2:06,459 = 199,387 km/h
- Rennserie: 3. Lauf zur FIA-Langstrecken-Weltmeisterschaft 2024